# Tasiocera halesus
Tasiocera halesus är en tvåvingeart som först beskrevs av Schmid 1949.  Tasiocera halesus ingår i släktet Tasiocera och familjen småharkrankar. Inga underarter finns listade i Catalogue of Life.